# Torneo Competencia 1951
El Torneo Competencia 1951 fue la decimotercera edición del Torneo Competencia. Compitieron los doce equipos de Primera División. El campeón fue Peñarol. La forma de disputa fue de un torneo a una rueda todos contra todos.

## Posiciones
| Puesto | Equipo         | Pts. | PJ | PG | PE | PP | GF | GC | Dif. |
| ------ | -------------- | ---- | -- | -- | -- | -- | -- | -- | ---- |
| 1º     | Peñarol        | 19   | 11 | 8  | 3  | 0  | 28 | 6  | 22   |
| 2º     | Defensor       | 15   | 11 | 6  | 3  | 2  | 23 | 16 | 7    |
| 3º     | Nacional       | 14   | 11 | 5  | 4  | 2  | 23 | 14 | 9    |
| 4º     | Rampla Juniors | 14   | 11 | 5  | 4  | 2  | 23 | 14 | 9    |
| 5º     | Liverpool      | 14   | 11 | 6  | 2  | 3  | 16 | 11 | 5    |
| 6º     | Central        | 11   | 11 | 4  | 3  | 4  | 20 | 26 | -6   |
| 7º     | River Plate    | 11   | 11 | 5  | 1  | 5  | 20 | 29 | -9   |
| 8º     | Wanderers      | 8    | 11 | 2  | 4  | 5  | 17 | 22 | -5   |
| 9º     | Cerro          | 8    | 11 | 2  | 4  | 5  | 15 | 20 | -5   |
| 10º    | Sud América    | 8    | 11 | 3  | 2  | 6  | 14 | 23 | -9   |
| 11º    | Danubio        | 6    | 11 | 2  | 2  | 7  | 15 | 19 | -4   |
| 12º    | Bella Vista    | 4    | 11 | 1  | 2  | 8  | 10 | 24 | -14  |

## Resultados
| Nacional       | 2-0 | Bella Vista |
| Rampla Juniors | 4-1 | River Plate |
| Defensor       | 4-2 | Cerro       |
| Sud América    | 2-1 | Wanderers   |
| Danubio        | 3-2 | Central     |
| Peñarol        | 1-1 | Liverpool   |

| Peñarol        | 3-1 | Central     |
| River Plate    | 2-1 | Cerro       |
| Danubio        | 4-0 | Sud América |
| Nacional       | 1-0 | Liverpool   |
| Rampla Juniors | 2-2 | Defensor    |
| Wanderers      | 3-0 | Bella Vista |

| Nacional  | 1-1 | Rampla Juniors |
| Peñarol   | 4-1 | Bella Vista    |
| Liverpool | 2-1 | River Plate    |
| Cerro     | 3-1 | Danubio        |
| Central   | 3-3 | Sud América    |
| Defensor  | 3-1 | Wanderers      |

| Peñarol        | 1-0 | Danubio     |
| Sud América    | 1-0 | Defensor    |
| Rampla Juniors | 3-0 | Wanderers   |
| Nacional       | 4-1 | River Plate |
| Liverpool      | 3-0 | Cerro       |
| Central        | 2-1 | Bella Vista |

| Nacional       | 4-1 | Central     |
| Rampla Juniors | 3-1 | Liverpool   |
| Peñarol        | 1-1 | Cerro       |
| Defensor       | 2-1 | Danubio     |
| River Plate    | 3-3 | Wanderers   |
| Sud América    | 1-0 | Bella Vista |

| Peñarol        | 0-0 | Defensor    |
| Cerro          | 2-2 | Bella Vista |
| Nacional       | 4-2 | Sud América |
| Liverpool      | 1-0 | Wanderers   |
| Rampla Juniors | 4-0 | Danubio     |
| River Plate    | 4-2 | Central     |

| Nacional    | 2-2 | Defensor       |
| Peñarol     | 1-0 | Sud América    |
| Danubio     | 1-1 | Liverpool      |
| River Plate | 3-1 | Bella Vista    |
| Cerro       | 1-0 | Rampla Juniors |
| Wanderers   | 2-2 | Central        |

| Peñarol     | 5-0 | Rampla Juniors |
| Defensor    | 3-2 | Bella Vista    |
| Nacional    | 1-1 | Cerro          |
| Danubio     | 1-1 | Wanderers      |
| Liverpool   | 2-0 | Central        |
| River Plate | 2-1 | Sud América    |

| Danubio        | 3-2 | Nacional    |
| Peñarol        | 4-2 | Wanderers   |
| Sud América    | 2-2 | Cerro       |
| Rampla Juniors | 1-1 | Central     |
| Liverpool      | 3-1 | Bella Vista |
| Defensor       | 3-1 | River Plate |

| Central        | 4-2 | Defensor    |
| Liverpool      | 2-1 | Sud América |
| Rampla Juniors | 1-1 | Bella Vista |
| Peñarol        | 1-0 | Nacional    |
| Wanderers      | 2-1 | Cerro       |
| River Plate    | 2-1 | Danubio     |

| Peñarol        | 7-0 | River Plate |
| Nacional       | 2-2 | Wanderers   |
| Central        | 2-1 | Cerro       |
| Defensor       | 2-0 | Liverpool   |
| Rampla Juniors | 4-1 | Sud América |
| Bella Vista    | 1-0 | Danubio     |